# Steenbergen

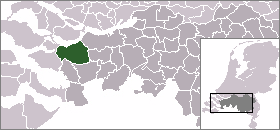
Steenbergens läge

Steenbergen är en kommun i provinsen Noord-Brabant i Nederländerna. Kommunens totala area är 158,79 km² (där 12,18 km² är vatten) och invånarantalet är 23 394 invånare (1 februari 2012).